# Bystrá (dopływ Hornadu)
Bystrá – potok na Spiszu, na Słowacji, przebiegający przez terytorium powiatu Poprad. Stanowi on prawostronny dopływ Hornadu.